# Dolma m/1872

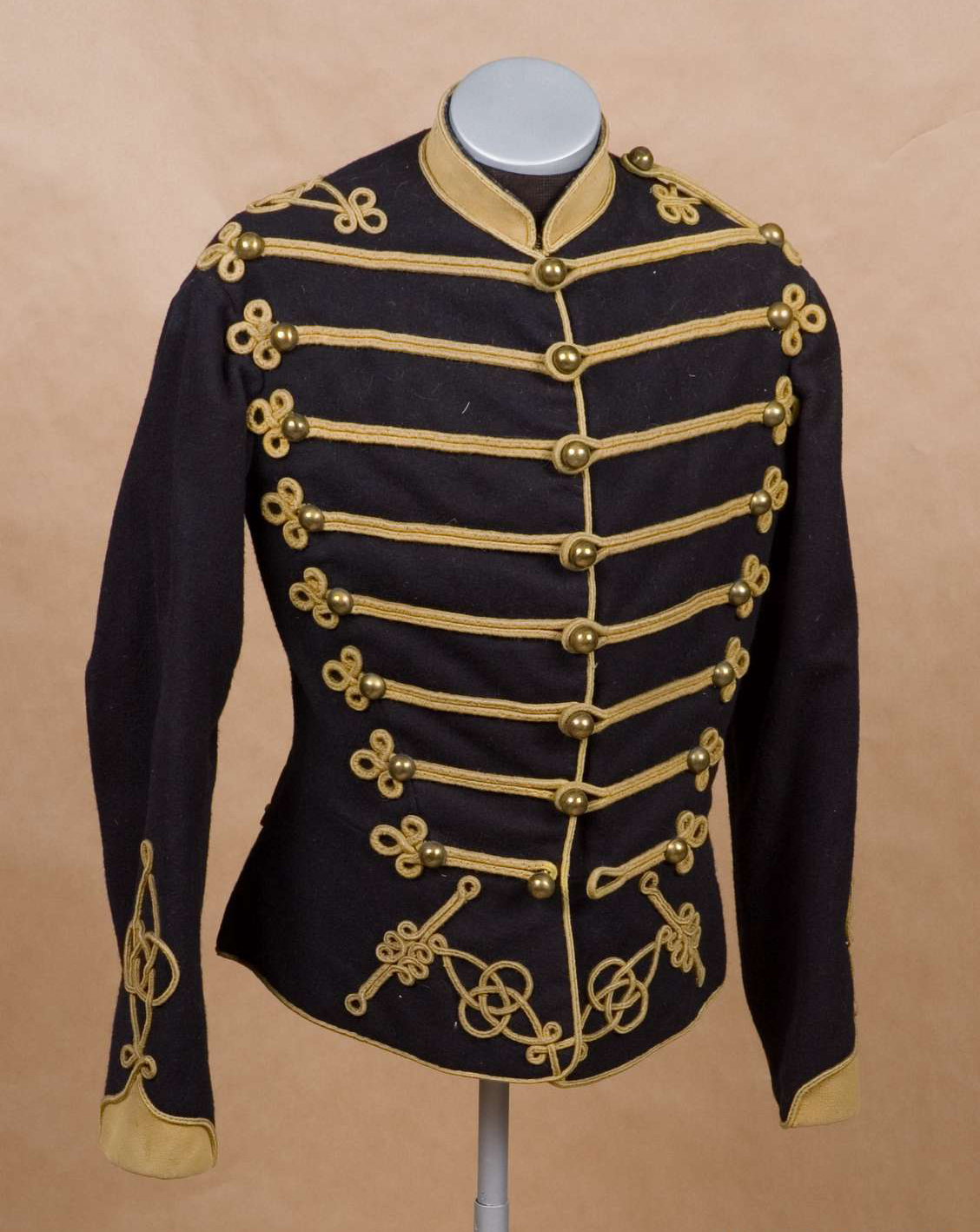
Dolma m/1872 för manskap vid Smålands husarregemente (K 4).

Dolma m/1872 var en dolma som användes inom försvarsmakten (dåvarande krigsmakten).

## Utseende
Dolman är av mörkblått kläde med svart foder. Ståndkragen igenhäktas nedtill och är i regementets färg vilken också återkommer på underströmningen nederst på ärmarna, höjden varierar mellan 4 och 4,5 cm. Dolman är försedd med tre knapprader om 10 knappar vardera. Dessa tre knapprader förbinds med dubbla grövre fyrkantsnören vilka är i guld (för K3 - silver) längst ut på dessa anbringas en tofs i vardera ände. Dolmans gradbeteckning bärs på kragen i form av stjärnor, för kompaniofficerare (underlöjtnant, löjtnant och kapten) en stjärna, för regementesofficerare (major, överstelöjtnant och överste) en guldgalon kring kragen samt för major, en stjärna, för överstelöjtnant, två stjärnor och slutligen för överste tre stjärnor.

## Användning
Dolma m/1872 bars av husarregementenas officerare som ett alternativ till dolma m/1870 och var såg i princip likadan ut som dolma m/1895 så när som på några få detaljer (se ovan).